# Falkmanite
La falkmanite è una varietà di boulangerite ricca di piombo. Prende il nome da Oscar Carl August Falkman.